# Амброзини, Филиппо
Фили́ппо Амбрози́ни (итал. Filippo Ambrosini; род. 26 апреля 1993, Азиаго, Венеция) — итальянский фигурист, выступающий в парном катании с Ребеккой Гиларди. Они — серебряные (2023) и бронзовые (2024) призёры чемпионата Европы, победители этапа Гран-при Финляндии (2022), чемпионы Италии (2024), пятикратные серебряные призёры чемпионатов Италии. Участники XXIV зимних Олимпийских игр (2022).
По состоянию на 11 января 2024 года пара занимает 2-е место в рейтинге Международного союза конькобежцев.

## Карьера

### Ранние годы
Филиппо Амброзини начал заниматься фигурным катанием в 2001 году как одиночник. В сезоне 2009/2010 дебютировал в серии Гран-при среди юниоров. В том же сезоне стал чемпионом Италии среди юниоров.
В 2011 году встал в пару с Алессандрой Чернуски. Вместе они приняли участие в чемпионате мира среди юниоров 2012 в Минске, где заняли 20-е место. Спустя два года на проходившем в Софии юниорском чемпионате мира 2014 пара смогла занять 8-е место.
Чернуски и Амброзини стали серебряными призёрами турнира Bavarian Open 2015. В том же году они заняли 9-е место на чемпионате Европы.
В 2015 году встал в пару с Александрой Йованной. Пара приняла участие в двух этапах серии «Челленджер»: Tallinn Trophy 2015 (8-е место) и Золотой конёк Загреба 2015 (12-е место), после чего распалась. Новой партнёшней Амброзини стала Ребекка Гиларди.

### Сезон 2016/2017
Дебютировав на международной арене, Гиларди и Амброзини выиграли бронзовую медаль на Lombardia Trophy 2016 в сентябре. Через месяц они выиграли бронзу на Международном кубке Ниццы. В декабре стали бронзовыми призёрами чемпионата Италии. Гиларди и Амброзини заняли 14-е место в короткой программе, 11-е в произвольной программе и 11-е место в сумме на чемпионате Европы 2017 года в Остраве.

### Сезон 2017/2018
Гиларди / Амброзини заняли 8-е место на Warsaw Cup 2017 в ноябре. В следующем месяце они снова стали бронзовыми призёрами на чемпионате Италии и затем выиграли серебро на Кубке Торуни в январе и бронзу на International Challenge Cup в феврале.

### Сезон 2018/2019
Гиларди / Амброзини участвовали стали вторыми на Inge Solar Memorial 2018. На чемпионате Италии они выиграли серебряную медаль и вошли в состав сборной на чемпионат Европы 2018 года, где заняли девятое место. На своем первом чемпионате мира они заняли последнее, девятнадцатое место.

### Сезон 2019/2020
Гиларди / Амброзини дебютировали в серии Гран-при на Internationaux de France 2019, где заняли восьмое место. Затем они стали седьмыми на Rostelecom Cup 2019. После серебра на чемпионате Италии они завершили сезон на чемпионате Европы 2020 года, заняв восьмое место. Они должны были участвовать на чемпионате мира в Монреале, но он был отменён из-за пандемии коронавируса.

### Сезон 2020/2021
Гиларди / Амброзини начали сезон на Nebelhorn Trophy 2020 года, в котором участвовали только те фигуристы, кто тренируется в Европе (из-за коронавирусных ограничений). Они заняли третье место после короткой программы, а после снятия с турнира немецкой пары Хазе / Зегерт, выиграли золотую медаль на первом для себя турнире серии «Челленджер», опередив серебряных призёров Аннику Хокке и Роберта Кункеля. Они должны были принять участие в этапе Гран-при во Франции, но он был отменён из-за продолжающейся пандемии.

### Сезон 2021/2022
Гиларди и Амброзини начали сезон с бронзы турнира Lombardia Trophy 2021. Пара была заявлена на китайский этап Гран-при, однако он был перенесён в Италию из-за пандемии COVID-19. На итальянском этапе они заняли 5 место с суммой баллов 165,45. Следующим этапом для пары стал Internationaux de France 2021, где спортсмены расположились на итоговом 5 месте с результатом 176,19.
На чемпионате Италии Гиларди и Амброзини заняли 2 место, благодаря чему отобрались для участия в Олимпийских играх. Позже приняли участие в чемпионате Европы. В короткой программе шли на промежуточном 4 месте. В произвольной заняли 5 место и по сумме двух программ также стали пятыми с результатом 178,90 баллов.
На Олимпийских играх в Пекине Гиларди и Амброзини неудачно выступили с короткой программой, где с результатом 55,83 балла шли на промежуточном 16 месте — последнем месте, с которого можно было отобраться в произвольную программу. В произвольной спортсмены смогли несколько улучшить свой результат, поднявшись на итоговое 14 место с суммой баллов 165,43. Фигуристы также были заявлены на чемпионат мира 2022, однако были вынуждены его пропустить из-за положительного теста на COVID-19 у Филиппо.

### Сезон 2022/2023
Гиларди и Амброзини начали сезон с победы на US Classic 2022. Приняли участие в этапе Гран-при во Франции, где заняли 4-е место, уступив 5,01 балла бронзовым призёрам Аннике Хокке и Роберту Кункелю. В ноябре 2022 года приняли участие в Кубке Варшавы, где выиграли серебряную медаль с результатом 184,21 балла.
На этапе Гран-при в Финляндии Гиларди и Амброзини стали лучшими и в короткой, и в произвольной программах. С суммой баллов 189,74 балла они смогли отобраться в финал Гран-при. В финале Гран-при после короткой программы пара шла на промежуточном 5 месте с 63,54 балла. В произвольной стали четвётрыми, однако это не помогло им подняться выше и с итоговым результатом 180,39 спортмены остались пятыми.
На чемпионате Италии Гиларди и Амброзини вновь стали серебряными призёрами с суммой баллов 191,21, уступив только Саре Конти и Николо Мачии. Позже приняли участие в чемпионате Европы, где неудачно откатали короткую программу и с результатом 59,48 балла шли на промежуточном 5 месте. Однако благодаря успешному прокату в произвольной программе спортсменам удалось занять итоговое 2 место со 186,96 балла, уступив также только своим соотечественникам Конти / Мачии.

## Спортивные достижения

### С Ребеккой Гиларди
| Международные                      | Международные | Международные | Международные | Международные | Международные | Международные | Международные |
| Соревнования                       | 16/17         | 17/18         | 18/19         | 19/20         | 20/21         | 21/22         | 22/23         |
| ---------------------------------- | ------------- | ------------- | ------------- | ------------- | ------------- | ------------- | ------------- |
| Олимпийские игры                   |               |               |               |               |               | 14            |               |
| Чемпионаты мира                    |               |               | 19            | С             | 17            |               |               |
| Чемпионаты Европы                  | 11            |               | 9             | 8             |               | 5             | 2             |
| Финал Гран-при                     |               |               |               |               |               |               | 5             |
| Этапы Гран-при. Финляндия          |               |               |               |               |               |               | 1             |
| Этапы Гран-при. Франция            |               |               |               | 8             | С             | 5             | 4             |
| Этапы Гран-при. Италия             |               |               |               |               |               | 5             |               |
| Этапы Гран-при. Rostelecom Cup     |               |               |               | 7             |               |               |               |
| Челленджер. Alpen Trophy           |               |               | 2             |               |               |               |               |
| Челленджер. Золотой конёк Загреба  |               |               |               | 6             |               |               |               |
| Челленджер. Lombardia Trophy       | 3             |               | 6             |               |               | 3             |               |
| Челленджер. Nebelhorn Trophy       |               |               | 6             |               | 1             |               |               |
| Челленджер. Мемориал Ондрея Непелы |               |               | 4             |               |               |               |               |
| Челленджер. U.S. Classic           |               |               |               |               |               |               | 1             |
| Челленджер. Tallinn Trophy         |               |               | 4             |               |               |               |               |
| Челленджер. Warsaw Cup             | 5             | 8             |               |               |               |               | 2             |
| Челленджер. Budapest Trophy        |               |               |               |               |               | 4             |               |
| Challenge Cup                      |               | 3             |               | 3             |               |               |               |
| Челленджер. Cup of Tyrol           | 4             |               |               |               |               |               |               |
| Челленджер. Ice Star               |               |               | 5             |               |               |               |               |
| Челленджер. Volvo Open Cup         |               |               |               | 1             |               |               |               |
| Кубок Ниццы                        | 3             |               |               |               |               |               |               |
| John Nicks IPC                     |               |               |               |               |               |               | 1             |
| Shanghai Trophy                    |               |               |               | 4             |               |               |               |
| Toruń Cup                          |               | 2             |               |               |               |               |               |
| Национальные                       |               |               |               |               |               |               |               |
| Чемпионат Италии                   | 3             | 3             | 2             | 2             | 2             | 2             | 2             |

### С Александрой Йованной
| Международные                     | Международные |
| Соревнования                      | 15/16         |
| --------------------------------- | ------------- |
| Челленджер. Золотой конёк Загреба | 12            |
| Челленджер. Tallinn Trophy        | 8             |

### С Алессандрой Чернуски
| Международные                     | Международные | Международные | Международные | Международные |
| Соревнования                      | 11/12         | 12/13         | 13/14         | 14/15         |
| --------------------------------- | ------------- | ------------- | ------------- | ------------- |
| Чемпионат Европы                  |               |               | 17            | 10            |
| Челленджер. Золотой конёк Загреба |               |               |               | 5             |
| Челленджер. Icechallenge          |               |               |               | 5             |
| Челленджер. Volvo Open Cup        |               |               |               | 4             |
| Bavarian Open                     |               |               |               | 2             |
| Merano Cup                        |               |               | 5             |               |
| Toruń Cup                         |               |               |               | 4             |
| Международные среди юниоров       |               |               |               |               |
| Чемпионат мира среди юниоров      | 20            |               | 8             |               |
| Гран-при юниоров. Австрия         |               | 14            |               |               |
| Гран-при юниоров. Беларусь        |               |               | 5             |               |
| Гран-при юниоров. Словакия        |               |               | 3             |               |
| Bavarian Open                     | 5             | 4             |               |               |
| NRW Trophy                        | 5             |               |               |               |
| Coupe du Printemps                |               | 3             |               |               |
| Warsaw Cup                        |               | 9             |               |               |
| Национальные                      |               |               |               |               |
| Чемпионат Италии                  | 2 юн.         | 3 юн.         | 2             | 3             |